# میتسوترو یوکویاما
میتسوترو یوکویاما (به ژاپنی: 横山 光輝 Yokoyama Mitsuteru)؛ ۱۸ ژوئن ۱۹۳۵ – ۱۵ آوریل ۲۰۰۴) مانگاکا و فیلم‌نامه‌نویس اهل ژاپن بود.